# مارغريت كامبل (سياسية)
مارغريت كامبل (15 ديسمبر 1912-19 أبريل 1999) كانت سياسية في أونتاريو، كندا. كانت عضوًا ليبراليًا في الجمعية التشريعية لأونتاريو التي مثلت ركوب مدينة تورنتو لسانت جورج . قبل دورها الإقليمي عملت كمستشارة بلدية في تورنتو من 1958 إلى 1962 ثم كعضو في مجلس الإدارة من 1964 إلى 1969. ترشحت لمنصب رئيس بلدية تورنتو في عام 1969 لكنها جاءت في المركز الثاني بعد ويليام دينيسون .

## خلفية
ولدت مارجريت إليزابيث فاسكين بيرد، ونشأت في روسديل وذهبت إلى مدرسة بيشوب ستراشان، والكلية الجامعية، ثم كلية الحقوق في أوسجود هول، وتم استدعاؤها إلى نقابة المحامين في عام 1937. تزوجت من المخرج والطيار ستيرلنج كامبل عام 1942. خلال الحرب العالمية الثانية عملت في الاستخبارات المعاكسة لشرطة الخيالة الكندية الملكية (RCMP). 
كان لكامبل ابنتان بينيلوب (بارتوك) وسوزان (ماكيلا).

## السياسة البلدية
ترشح زوجها لمجلس المدينة في انتخابات عام 1956 لكنه لم ينجح. في انتخابات المدينة التالية ترشحت نفسها ، وانتصرت في الدائرة الثانية. في انتخابات عام 1960 احتلت المركز الأول في الدائرة ، مما منحها منصبًا في مجلس مترو بالإضافة إلى مقعد تورنتو. في عام 1966 أصبحت المرأة الثانية التي  تفوز بمقعد في مجلس الإدارة المكون من أربعة أعضاء وأصبحت رئيسة ميزانية المدينة.
ترشحت في انتخابات عام 1969 لمنصب رئيس البلدية في محاولة لتصبح أول امرأة تشغل منصب عمدة المدينة. خصومها هم وليام دينيسون المرتبط بالحزب الوطني الديمقراطي والمرشح الليبرالي الرسمي ستيفن كلاركسون . كانت كامبل عضوًا في حزب المحافظين التقدمي لسنوات عديدة. تم تشغيل حملتها لرئاسة البلدية على منصة إصلاحية صريحة، داعية إلى وضع حد للمشاريع العملاقة واعتماد جين جاكوبس على غرار التمدن على النحو الذي دعا إليه ديفيد كرومبي . احتلت المركز الثاني أمام دينيسون وخسرت بنحو 13000 صوت.

## سياسات إقليمية
تركت السياسة لفترة وجيزة لتعمل كقاضية في محكمة المقاطعة. عندما تقاعد آلان لورانس من المجلس التشريعي وافتتح مقر مقاطعة سانت جورج استقالت من منصبها القضائي وترشحت لحزب أونتاريو الليبرالي وتركت حزب المحافظين. كانت سانت جورج مقعدًا قويًا لحزب المحافظين لعقود من الزمن، وواجهت كامبل خصمًا بارزًا في روي ماكمورتري لكنها انتصرت لتصبح أول امرأة تُنتخب كعضوة في الحزب الليبرالي في أونتاريو.  أُعيد انتخابها عامي 1975 و 1977.   مثلت الدائرة الانتخابية حتى عام 1981، ودافعت عن القضايا المتعلقة بالفقر، ولصالح حقوق المرأة.  استقالت من مقعدها قبل انتخابات عام 1981 حتى تتمكن من قضاء المزيد من الوقت مع زوجها المريض.
في عام 1984 أنشأ حزب أونتاريو الليبرالي صندوق مارغريت كامبل الذي يدعم المرشحات اللاتي يترشحن للحزب. 